# 穆捷 (萨瓦省)
穆捷（法語：Moûtiers，法語發音：[mutje]）是法国萨瓦省的一个市镇，属于阿尔贝维尔区。

## 地理
穆捷（45°29'6"N, 6°32'2"E）面积3.16 平方千米，位于法国奥弗涅-罗讷-阿尔卑斯大区萨瓦省，该省份为法国东部省份，历史上为薩伏依的一部分，北起上萨瓦省，西接伊泽尔省和安省，南部和东部与上阿尔卑斯省和意大利接壤。
与穆捷接壤的市镇（或旧市镇、城区）包括：费松叙萨兰、欧特库尔、圣马塞尔、萨兰-方丹、大艾格布朗什。

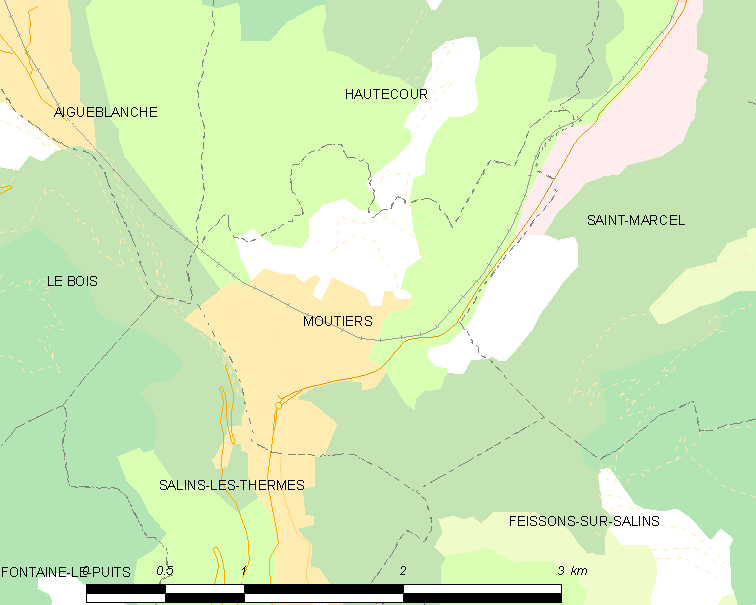
的OSM定位图

穆捷的时区为UTC+01:00、UTC+02:00（夏令时）。

## 行政
穆捷的邮政编码为73600，INSEE市镇编码为73181。

## 政治
穆捷所属的省级选区为穆捷县。

## 人口

1962-2008年间人口变化图示

穆捷于2022年1月1日时的人口数量为3482人。

## 交通
- 穆捷-萨兰-布里德莱班站